# Томаш Станко
То̀маш Лю̀двик Станко (на полски: Tomasz Ludwik Stańko) е полски джаз музикант тромпетист и композитор, автор на филмова музика.
Определян за един от най-самобитните европейски джаз музиканти. Лауреат на редица музикални награди. Първият артист който получава Европейската джаз награда (2003). Възпитаник на Краковската музикална академия.
От самото начало на музикалната си кариера в началото на 60-те години на XX век се утвърждава като един от важните артисти на полската джаз сцена, със значими приноси за развитието и постиженията ѝ. Създава около четиридесет авторски албума и композира музика за няколко десетки филма.
През повече от половинвековната си кариера концентрира в цял свят. Свири заедно с артисти като Сесил Тейлър, Ян Гарбарек, Питър Уорън, Стю Мартин, Едвард Весала, Дон Чери, Гари Пикок, Дейв Холанд, Дино Салици, Кшощоф Комеда, Адам Макович, Януш Муняк, Владко Кучан и др.

## Авторски плочи
- Music for K. (1970)
- Music from The Taj Mahal (1980)
- Music '81 (1982)
- Freelectronic (1987)
- Witkacy – Pejotl (1988)
- Freelectronic: Switzerland (1988)
- Bosonossa and other Ballads (1993)
- Balladyna (1994)
- Matka Joanna (1995)
- Roberto Zucco (1995)
- Leosia (1997)
- From The Green Hill (1999)
- Soul of Things (2002)
- Suspended Night (2004)
- Wolność w Sierpniu (2005)
- Lontano (2006)
- Dark Eyes (2009)
- Wisława (2013)
- POLIN (2014)
- December Avenue (2017).